# ريسيو
خوسيه لويس غارسيا ديل بوزو (بالإسبانية: José Luis García del Pozo) (من مواليد 11 يناير 1991)، المعروف باسم ريسيو، هو لاعب كرة قدم إسباني محترف يلعب لنادي ليغانيس كلاعب خط وسط.

## مسيرته مع الأندية

### مالقا
وُلد ريشيو في مالقا في أندلوسيا، وكان نتاجًا لنظام الشباب المحلي في مالقا. وجاءت أول ظهور له في الفريق الأول في 11 نوفمبر 2010، بعد وقت قصير من وصول المدرب مانويل بلغريني الذي خلف جيزوالدو فيريرا، في بداية المباراة، في كأس الملك، مع فوز 3–2 على أرضه ضد هيركوليس في مباراة إياب دور الـ32 (3–2 في مجموع المباراتين). بعد عشرة أيام ظهر لأول مرة في الدوري، مرة أخرى كبادئ، ولكن في خسارة 0–3 في ديبورتيفو لا كورونيا.
في نهاية الشهر، بعد أداء قوي في أول مبارياته، وقع ريسيو عقده المهني الأول، وربطه مع مالقا حتى صيف 2015. في 5 ديسمبر 2010 ، سجل هدفه الأول ككبير، في فوز 4-1 على أرضه ضد راسينغ سانتاندير.
في 9 يناير 2013، بعد أن لعب قليلا خلال النصف الأول من الموسم، تم إعارة ريسيو إلى شريك النادي ونادي الرابطة المجاور، غرناطة، حتى يونيو. بعد خمسة أيام، ظهر لأول مرة كبديل في مباراة التعادل 2–2 ضد خيتافي. في 19 يونيو سجل هدفه الأول مع الفريق ، في فوز 2–0 على ملعبه على رايو فايكانو، التي كانت أيضا أول مباراة يبدأ فيها.
عند عودته، أصبح ريسيو أحد البادئين بلا منازع، حيث قام بتوقيع تمديد العقد حتى عام 2018 في 11 ديسمبر 2014. في 21 فبراير 2017، جدد عقده حتى عام 2021.

### ليغانيس
في 31 أغسطس 2018، بعد هبوط مالقا من الدرجة الأولى، وقع ريسيو عقدًا لمدة أربع سنوات مع ليغانيس.

## مسيرته الدولية
في 24 مارس 2011، من خلال أدائه مع فريق مالقا الرئيسي، ظهر ريسيو لأول مرة مع منتخب إسبانيا تحت 21 سنة في مباراة ودية ضد فرنسا. وفي تلك السنة أيضًا، مثل بلاده في كأس العالم تحت 20 سنة التي أقيمت في كولومبيا، حيث شارك في أربع مباريات في الإقصاء المحتمل في الدور ربع النهائي.

## روابط خارجية
- ريسيو على موقع الاتحاد الدولي (مؤرشف)  (الإنجليزية)
- ريسيو على موقع قاعدة بيانات كرة القدم.إي يو (الإنجليزية)
- ريسيو على موقع Soccerbase.com (لاعب) (الإنجليزية)
- ريسيو على موقع Soccerway.com (الإنجليزية)
- ريسيو على موقع عالم كرة القدم.نت (الإنجليزية)
- ريسيو على موقع AS.com (الإسبانية)